# Álbuns número um na Billboard 200 em 2009

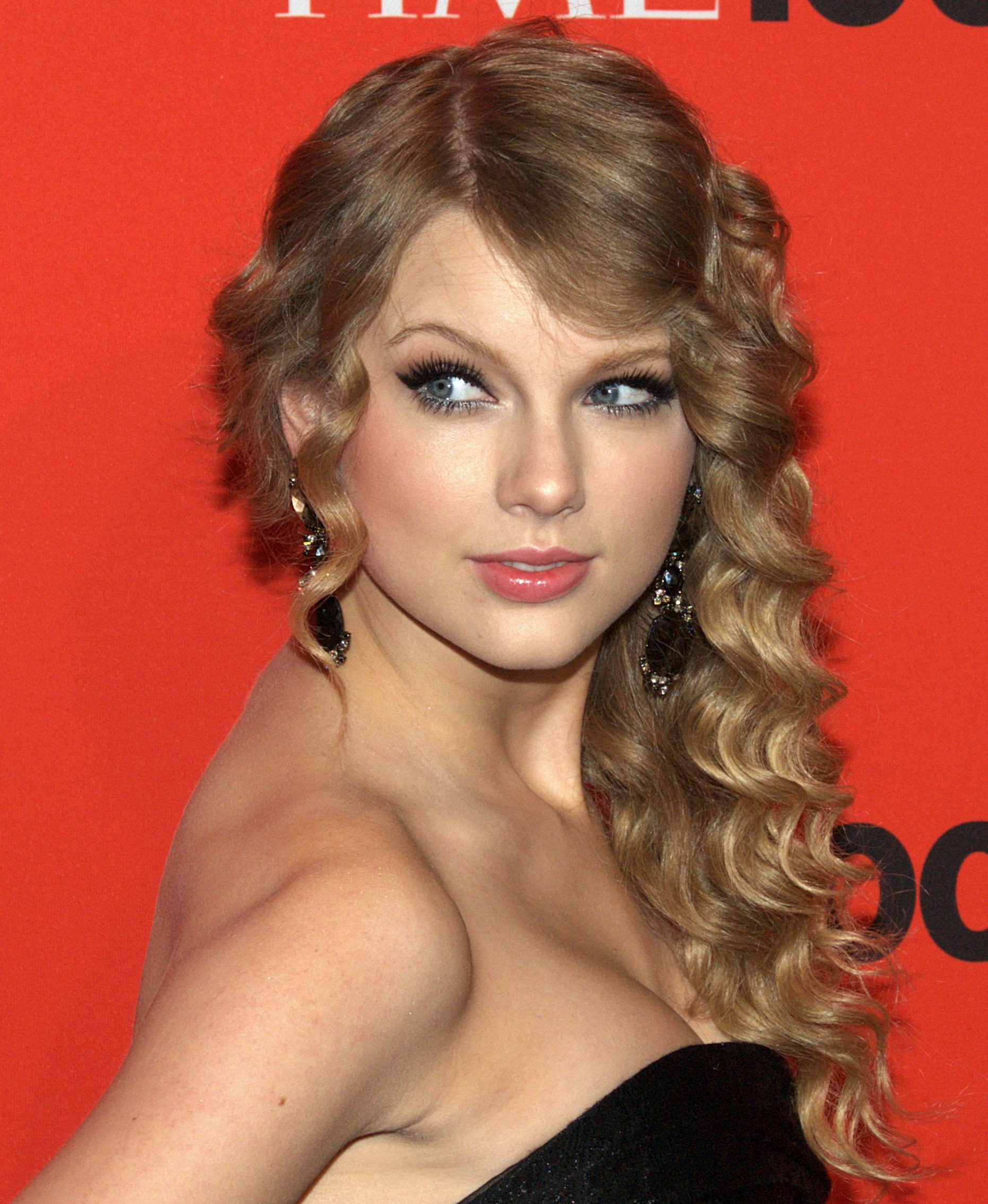
Fearless, da Taylor Swift, esteve no topo da parada por nove semanas em 2009. Também tornou-se o álbum mais vendido do ano, com 3,2 milhões de cópias.

Este anexo lista os álbuns que alcançaram a primeira posição da Billboard 200 no ano de 2009. Esses dados são compilados pela Nielsen Soundscan, com base nas vendas físicas e digitais dos álbuns a cada semana, nos Estados Unidos, e publicados pela revista Billboard.
Em 2009, 37 álbuns estiveram no topo da parada, em 52 edições. O que mais tempo permaneceu na posição neste ano foi Fearless, da cantora Taylor Swift, que esteve por nove semanas - com uma interrupção de duas semanas após a sexta vez; também foi o álbum mais vendido de 2009, com cerca de 3,2 milhões de cópias. O segundo mais vendido do ano foi o álbum de estréia de Susan Boyle, I Dreamed a Dream, com 3,1 milhões de cópias, apesar de ter sido lançado apenas em novembro.
Dois dos álbuns listados são compilações da Now That's What I Call Music!, que conta com faixas de vários artistas, e dois são trilhas sonoras de filmes - Hannah Montana e New Moon.

## Edições da Billboard 200 em 2009
| Data            | Álbum                             | Artista(s)         | Vendas aproximadas | Ref.   |
| --------------- | --------------------------------- | ------------------ | ------------------ | ------ |
| 3 de janeiro    | Fearless                          | Taylor Swift       | 330 mil            | [ 3 ]  |
| 10 de janeiro   | Fearless                          | Taylor Swift       | 262 mil            | [ 4 ]  |
| 17 de janeiro   | Fearless                          | Taylor Swift       | 90 mil             | [ 5 ]  |
| 24 de janeiro   | Fearless                          | Taylor Swift       | 72 mil             | [ 6 ]  |
| 31 de janeiro   | Fearless                          | Taylor Swift       | 63 mil             | [ 7 ]  |
| 7 de fevereiro  | Fearless                          | Taylor Swift       | 63 mil             | [ 8 ]  |
| 14 de fevereiro | Working on a Dream                | Bruce Springsteen  | 224 mil            | [ 9 ]  |
| 21 de fevereiro | The Fray                          | The Fray           | 179 mil            | [ 10 ] |
| 28 de fevereiro | Fearless                          | Taylor Swift       | 92 mil             | [ 11 ] |
| 7 de março      | Fearless                          | Taylor Swift       | 62 mil             | [ 12 ] |
| 14 de março     | Fearless                          | Taylor Swift       | 73 mil             | [ 13 ] |
| 21 de março     | No Line on the Horizon            | U2                 | 484 mil            | [ 14 ] |
| 28 de março     | All I Ever Wanted                 | Kelly Clarkson     | 255 mil            | [ 15 ] |
| 4 de abril      | All I Ever Wanted                 | Kelly Clarkson     | 90 mil             | [ 16 ] |
| 11 de abril     | Now! 30                           | Vários artistas    | 146 mil            | [ 17 ] |
| 18 de abril     | Defying Gravity                   | Keith Urban        | 171 mil            | [ 18 ] |
| 25 de abril     | Unstoppable                       | Rascal Flatts      | 351 mil            | [ 19 ] |
| 2 de maio       | Hannah Montana: The Movie         | Trilha sonora      | 133 mil            | [ 20 ] |
| 9 de maio       | Deeper Than Rap                   | Rick Ross          | 158 mil            | [ 21 ] |
| 16 de maio      | Together Through Life             | Bob Dylan          | 125 mil            | [ 22 ] |
| 23 de maio      | Epiphany                          | Chrisette Michele  | 83 mil             | [ 23 ] |
| 30 de maio      | 21st Century Breakdown            | Green Day          | 215 mil            | [ 24 ] |
| 6 de junho      | Relapse                           | Eminem             | 608 mil            | [ 25 ] |
| 13 de junho     | Relapse                           | Eminem             | 211 mil            | [ 26 ] |
| 20 de junho     | Big Whiskey and the GrooGrux King | Dave Matthews Band | 424 mil            | [ 27 ] |
| 27 de junho     | The E.N.D.                        | Black Eyed Peas    | 304 mil            | [ 28 ] |
| 4 de julho      | Lines, Vines and Trying Times     | Jonas Brothers     | 247 mil            | [ 29 ] |
| 11 de julho     | The E.N.D.                        | Black Eyed Peas    | 88 mil             | [ 30 ] |
| 18 de julho     | Now! 31                           | Vários artistas    | 169 mil            | [ 31 ] |
| 25 de julho     | BLACKsummers'night                | Maxwell            | 316 mil            | [ 32 ] |
| 1 de agosto     | Leave This Town                   | Daughtry           | 269 mil            | [ 33 ] |
| 8 de agosto     | Here We Go Again                  | Demi Lovato        | 108 mil            | [ 34 ] |
| 15 de agosto    | Loso's Way                        | Fabolous           | 99 mil             | [ 35 ] |
| 22 de agosto    | Live on the Inside                | Sugarland          | 76 mil             | [ 36 ] |
| 29 de agosto    | Twang                             | George Strait      | 155 mil            | [ 37 ] |
| 5 de setembro   | Keep on Loving You                | Reba McEntire      | 96 mil             | [ 38 ] |
| 12 de setembro  | Breakthrough                      | Colbie Caillat     | 106 mil            | [ 39 ] |
| 19 de setembro  | I Look to You                     | Whitney Houston    | 305 mil            | [ 40 ] |
| 26 de setembro  | The Blueprint 3                   | Jay-Z              | 476 mil            | [ 41 ] |
| 3 de outubro    | The Blueprint 3                   | Jay-Z              | 298 mil            | [ 42 ] |
| 10 de outubro   | Backspacer                        | Pearl Jam          | 189 mil            | [ 43 ] |
| 17 de outubro   | Love Is the Answer                | Barbra Streisand   | 180 mil            | [ 44 ] |
| 24 de outubro   | Crazy Love                        | Michael Bublé      | 132 mil            | [ 45 ] |
| 31 de outubro   | Crazy Love                        | Michael Bublé      | 203 mil            | [ 46 ] |
| 7 de novembro   | New Moon                          | Trilha sonora      | 153 mil            | [ 47 ] |
| 14 de novembro  | This Is It                        | Michael Jackson    | 373 mil            | [ 48 ] |
| 21 de novembro  | Play On                           | Carrie Underwood   | 318 mil            | [ 49 ] |
| 28 de novembro  | The Circle                        | Bon Jovi           | 163 mil            | [ 50 ] |
| 5 de dezembro   | Battle Studies                    | John Mayer         | 286 mil            | [ 51 ] |
| 12 de dezembro  | I Dreamed a Dream                 | Susan Boyle        | 701 mil            | [ 52 ] |
| 19 de dezembro  | I Dreamed a Dream                 | Susan Boyle        | 527 mil            | [ 53 ] |
| 26 de dezembro  | I Dreamed a Dream                 | Susan Boyle        | 582 mil            | [ 54 ] |